# Rajsamand (huyện)
Huyện Rajsamand là một huyện thuộc bang Rajasthan, Ấn Độ. Thủ phủ huyện Rajsamand đóng ở Rajsamand. Huyện Rajsamand có diện tích 3853 ki lô mét vuông. Đến thời điểm năm 2001, huyện Rajsamand có dân số 986269 người.